# Euphorbia schubei
Euphorbia schubei är en törelväxtart som beskrevs av Ferdinand Albin Pax. Euphorbia schubei ingår i släktet törlar, och familjen törelväxter.
Artens utbredningsområde är Tanzania. Inga underarter finns listade i Catalogue of Life.

## Bildgalleri

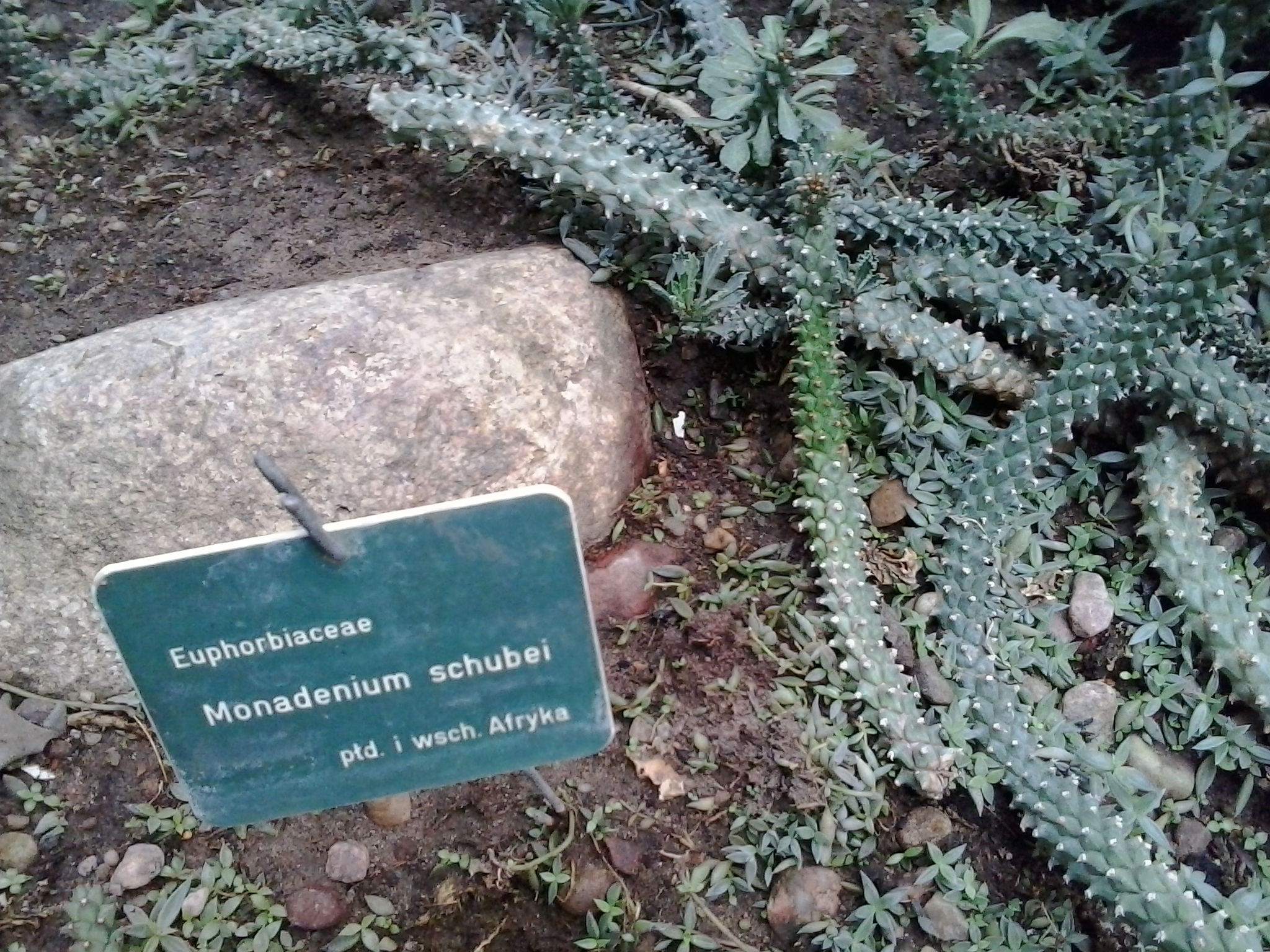